# Catedral de Portalegre
La Catedral de Portalegre, se encuentra en la ciudad de Portalegre en Portugal, fue construida en el lugar donde antes estaba la iglesia de Santa Maria do Castelo, por el rey Juan III. Pertenece a la diócesis de Portalegre-Castelo Branco.
La iglesia comenzó a construirse en el año 1556, la última piedra de la bóveda se colocó en 1575 y fue terminada en su totalidad en el mismo siglo. Tuvo como su primer obispo a Julián.

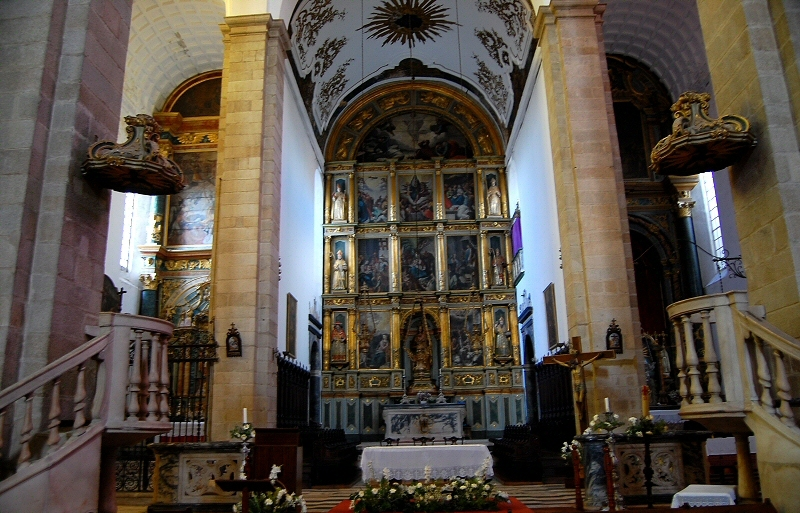
Interior del templo.

El interior de la catedral, consta de tres naves con bóvedas de cañón, arcos de medio punto y nervaduras. Los púlpitos son de piedra de mármol,igual que las gradas que se encuentran en frente de la capilla mayor.
El altar mayor está compuesto por ocho paneles de un retablo. A la derecha se encuentra la Capilla del Santísimo Sacramento y a la izquierda la de San Pedro.
Cada torre campanario tiene cuatro aberturas con arcos redondeados, donde se encuentran colocadas las campanas. Doña María II ofreció a la Catedral de Portalegre, en 1580, una campana hecha en Estremoz.
Todo el edificio cuenta con veintiocho vitrales y la fachada es de los siglos XVI, XVII y XVIII.
La fachada lateral norte está compuesta por seis pilastras. La del lateral sur es similar en todos los sentidos, estando, sin embargo, girada hacia el claustro.
En 1795, por orden del obispo Manuel Tavares, fue restaurada, y con el impulso de las reformas de la catedral, amplió el palacio episcopal, construyó su propia casa para los Archivos Eclesiásticos y mando edificar la iglesia de Santiago. En este año es cuando quedó la catedral de Portalegre tal como la conocemos finalmente.

## Curiosidades
- El pavimento se compone de 11 600 ladrillos
- El tejado contiene 16 570 tejas
- Tiene 20 columnas de piedra